# Indicador paleoclimático

Reconstrucciones de temperatura global de los últimos 2000 años, utilizando compuesto de diferentes métodos de proxy.

En paleoclimatología, un indicador paleoclimático o proxy climático (traducción literal es "apoderado climatico") es un registro natural que conserva características físicas o biofísicas del pasado que permiten al investigador medir condiciones meteorológicas para reconstruir las condiciones climáticas sobre una fracción de otros momentos no presentes en la historia escrita. Los registros globales convencionalmente fiables del clima sólo se iniciaron en la década de 1880, y estos paleoindicadores proporcionan el único medio científico para determinar los patrones climáticos antes de que comenzara el mantenimiento de registros directos por el ser humano.
Así, las variaciones de temperatura inferidas a partir de la anchura de los anillos de árboles y de las intercapas de muestras de hielo se usan en climatología para recrear registros de paleo-temperaturas, de la Prehistoria o la Historia Natural de la Tierra.
Se han estudiado un gran número de proxies climáticos de una variedad de contextos geológicos. Los ejemplos de proxies incluyen mediciones de isótopos estables de núcleos de hielo, tasas de crecimiento en anillos de árboles, composición de especies de polen subfósil en sedimentos de lago o foraminifera en sedimentos oceánicos, perfiles de temperatura de perforaciones y isótopos estables y mineralogía de corales y espeleotemas. En cada caso, el indicador de proxy ha sido influenciado por un parámetro climático estacional particular (por ejemplo, la temperatura de verano o la intensidad del monzón) en el momento en que se establecieron o crecieron. La interpretación de los proxies climáticos requiere una gama de estudios auxiliares, incluida la calibración de la sensibilidad del proxy al clima y la verificación cruzada entre los indicadores de proxy.
Los proxies se pueden combinar para producir reconstrucciones de temperatura más largas que el registro de temperatura instrumental y pueden informar las discusiones sobre el calentamiento global y la historia del clima. La distribución geográfica de los registros proxy, al igual que el registro instrumental, no es completamente uniforme, con más registros en el hemisferio norte.

## Proxys

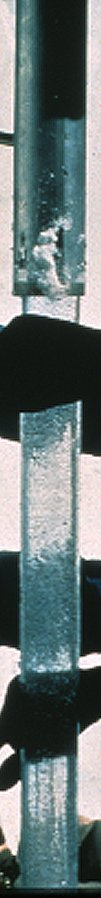
Muestra de núcleo de hielo tomada de un taladro. Foto de Lonnie Thompson, Centro de Investigación Polar Byrd

En la ciencia, a veces es necesario estudiar una variable que no se puede medir directamente. Esto se puede hacer mediante "métodos proxy", en los que se mide una variable que se correlaciona con la variable de observada (como la temperatura pasada), y luego se usa para inferir su valor. Los métodos proxy son de particular utilidad en el estudio del clima pasado, más allá de las épocas en las que se dispone de mediciones directas de temperaturas. Por ejemplo:
- Las variaciones isotópicas en muestras de hielo y de volúmenes de capas de hielo pueden usarse para inferir cambios de temperaturas.
- Las variaciones en el isótopo "Be 10" (berilio 10) pueden ser usadas par inferir pasadas irradiaciones solares.
- Los anchos de los anillos de árboles pueden usarse para inferir cambios en precipitaciones y temperaturas.

La mayoría de los registros proxy deben calibrarse con mediciones de temperatura independientes, o con un proxy calibrado anteriormente, para confrontarlo con la variable de interés. Durante un período de superposición para estimar la relación entre la temperatura y el proxy. El historial más largo del proxy se usa luego para reconstruir la temperatura de períodos anteriores. Por ejemplo, el crecimiento arbóreo, es sensible a precipitaciones y a temperaturas tanto como a otros factores, y a veces es más sensible durante ciertas estaciones del año. Los proxies de muestras de hielo se usan habitualmente de manera directa.

### Indicadores basados en perforaciones

#### Núcleos de hielo

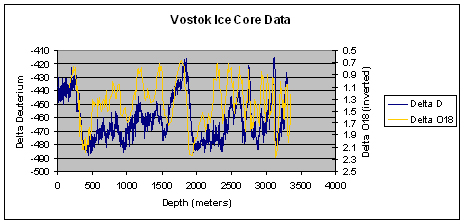
δ18O _{aire} y δD_{hielo} de Vostok, nucleo de hielo de la Antarctida.

Los núcleos de hielo son muestras cilíndricas de las capas de hielo de las regiones de Groenlandia , la Antártida y América del Norte .  Los primeros intentos de extracción ocurrieron en 1956 como parte del Año Geofísico Internacional. Como medio original de extracción, el Laboratorio de Ingeniería e Investigación de Regiones Frías del Ejército de EE. UU. utilizó un electroperforador modificado de 80 pies (24 m) de largo en 1968 en Camp Century , Groenlandia , y la estación Byrd , Antártida . Su maquinaria podría perforar a través de 4,6 a 6,1 m de hielo en 40-50 minutos. De 1300 a 3000 pies (910 m) de profundidad, las muestras de núcleo fueron 110 mm de diámetro y 6,1 m de largo. Las muestras más profundasde 6,1 m de largo no eran infrecuentes. Cada equipo de perforación posteriormejora su método con cada nuevo esfuerzo.

#### Sondeos geotécnico
Las perforaciones de Sondeo geotécnico se usan para observar la temperatura pasada. Dado que la transferencia de calor a través del suelo es lenta, las mediciones de temperatura en una serie de diferentes profundidades en el pozo, ajustadas para el efecto del aumento del calor desde el interior de la tierra, pueden "invertidas" (una fórmula matemática para resolver las ecuaciones de matriz) para producir un series no únicas de valores de temperatura de superficie. La solución es "no única" porque hay varias reconstrucciones de temperatura de superficie posible que pueden producir el mismo perfil de temperatura del pozo. Además, debido a las limitaciones físicas, las reconstrucciones son inevitablemente "manchadas", y se vuelven más manchadas más en el tiempo. Al reconstruir temperaturas alrededor de 1500 dC, las perforaciones tienen una resolución temporal de unos pocos siglos. A principios del siglo XX, su resolución es de décadas; Por lo tanto, no proporcionan una verificación útil en el registro de temperatura instrumental. Sin embargo, son ampliamente comparables. Estas confirmaciones han dado a los paleoclimatografistas la confianza de que pueden medir la temperatura hasta de 500 años. Esto se concluye por una escala de profundidad de aproximadamente 492 pies (150 metros) para medir las temperaturas de hace 100 años y 500 metros para medir las temperaturas de hace 1,000 años.
Los perforadores tienen una gran ventaja en muchos otros proxies, ya que no se requiere calibración: son temperaturas reales. Sin embargo, registran la temperatura de la superficie, no la temperatura de la superficie cercana (1,5 metros) se usa para la mayoría de las observaciones meteorológicas de "superficie". Estos pueden diferir sustancialmente en condiciones extremas o cuando hay nieve en la superficie. En la práctica, se cree que el efecto sobre la temperatura del pozo es generalmente pequeño. Una segunda fuente de error es la contaminación del pozo por agua subterránea puede afectar las temperaturas, ya que el agua "lleva" temperaturas más modernas con ella. Se cree que este efecto es generalmente pequeño, y más aplicable en sitios muy húmedos. Esto no se aplica en núcleos de hielo donde el sitio permanece congelado durante todo el año.
Más de 600 perforaciones, en todos los continentes, se han utilizado como proxies para reconstruir las temperaturas de la superficie. La mayor concentración de perforaciones existen en América del Norte y Europa. Sus profundidades de perforación generalmente oscilan entre 200 y más de 1,000 metros a la corteza de la tierra o la capa de hielo.
Un pequeño número de perforaciones se han perforado en las hojas de hielo; La pureza del hielo permite las reconstrucciones más largas. Las temperaturas del orificio central de Groenlandia muestran "un calentamiento en los últimos 150 años de aproximadamente 1 °C ± 0.2 °C precedido por unos siglos de las condiciones frías. Precediendo esto fue un período cálido centrado alrededor de AD 1000, lo cual fue más cálido que el siglo XX, por aproximadamente 1 °C, observada en una perforación hecha en la Antártida  .
Las temperaturas de perforaciones de seondeo en Groenlandia son fuente de una información importante de la reconstrucción de la temperatura isotópica, revelando que la suposición anterior de que "pendiente espacial es igual a la pendiente temporal" es incorrecta.

### Indicadores basados en restos vegetales terrestres

#### Anillos de los árboles

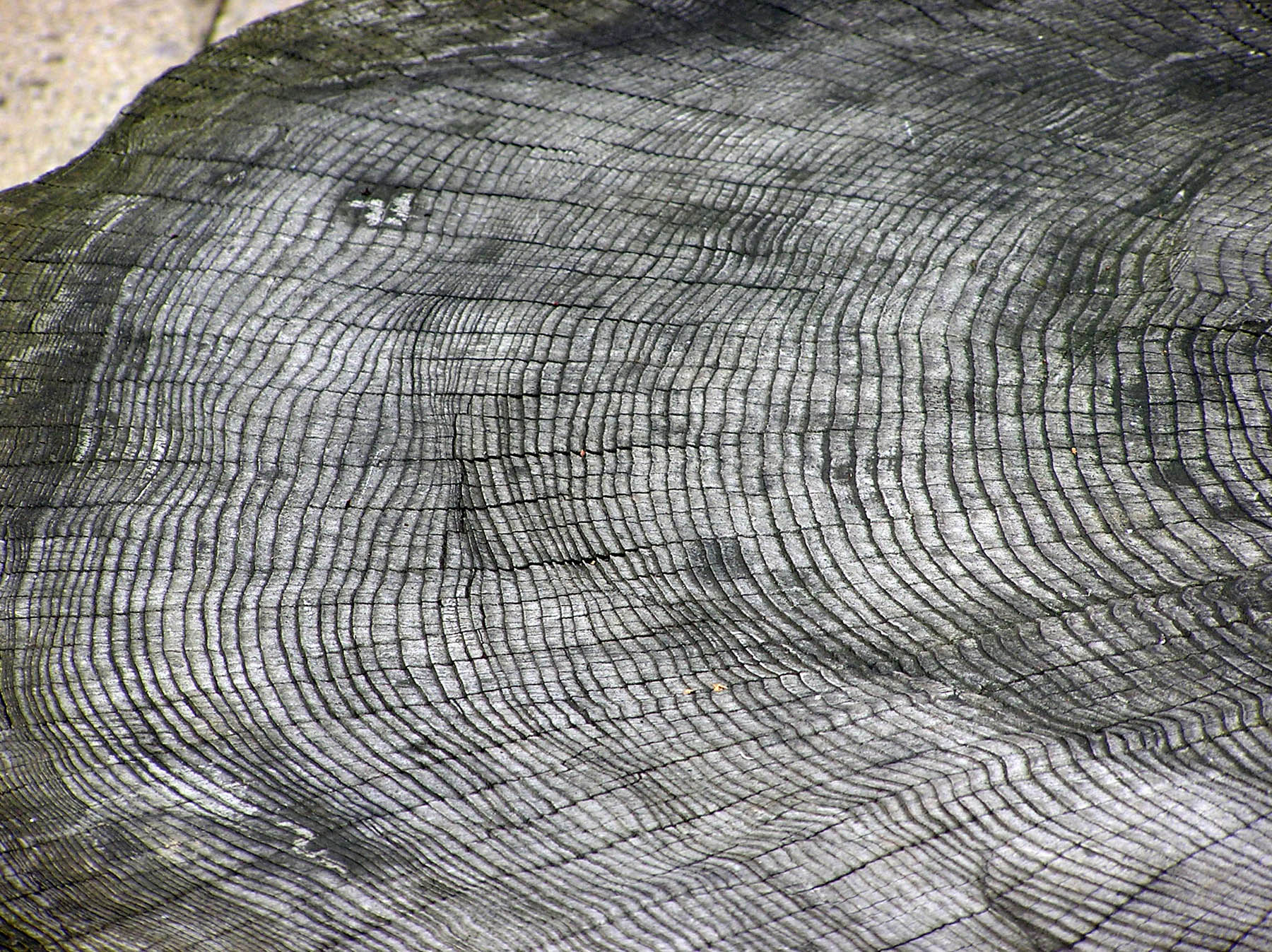
Los anillos de crecimiento indican la edad en años.

La dendroclimatología es la ciencia que determina los climas pasados de los árboles, principalmente a partir de las propiedades de los anillos anuales de los árboles. Los anillos de los árboles son más anchos cuando las condiciones favorecen el crecimiento, y más angostos cuando los tiempos son difíciles. Se ha demostrado que otras propiedades de los anillos anuales, como la densidad máxima de madera tardía (MXD), son mejores indicadores que el ancho simple del anillo. Usando los anillos de los árboles, los científicos han estimado muchos climas locales durante cientos o miles de años antes. Al combinar múltiples estudios de anillos de árboles (a veces con otros registros de proxy climático), los científicos han estimado climas regionales y globales pasados (ver Registro de temperatura de los últimos 2000 años al principio).

#### Hojas fósiles
Los paleoclimatólogos a menudo usan los restos de las hojas para reconstruir la temperatura media anual en climas pasados, y usan el tamaño de la hoja como indicador de la precipitación media anual.  En el caso de las reconstrucciones de la precipitación media anual, algunos investigadores creen que los procesos tafonómicos hacen que las hojas más pequeñas estén sobrerrepresentadas en el registro fósil, lo que puede sesgar las reconstrucciones.  Sin embargo, investigaciones recientes sugieren que el registro fósil de hojas puede no estar significativamente sesgado hacia las hojas pequeñas.  Los nuevos enfoques recuperan datos como el contenido de CO2 de atmósferas pasadas a partir de estomas de hojas fósiles y la composición de isótopos, midiendo las concentraciones celular de CO2  . Un estudio de 2014 pudo usar las proporciones de isótopos de carbono-13  para estimar las cantidades de CO 2 de los últimos 400 millones de años; los hallazgos sugieren una mayor sensibilidad climática a las concentraciones de CO 2.

#### Granos de polen
En la palinología, el polen se puede encontrar en los sedimentos de los rios o lagunas. Las plantas producen polen en grandes cantidades y es extremadamente resistente al paso del tiempo, siendo posible identificar una especie de plantas con su grano de polen. La comunidad de plantas identificadas del área en el tiempo relativo desde esa capa de sedimentos, proporcionará información sobre la condición climática. La abundancia de polen de un período o año determinado vegetación depende en parte de las condiciones climáticas de los meses anteriores, por lo que, por lo tanto, la densidad de polen proporciona información sobre las condiciones climáticas a corto plazo.

#### Lípidos de membrana
Proxy climático obtenido a partir de turba (lignitos , turba antigua) y suelos, los lípidos de membrana conocidos como glicerol dialquil glicerol tetraéter (GDGT) está ayudando a estudiar los factores ambientales paleo, que controlan la distribución relativa de los isómeros GDGT ramificados de forma diferente, Estos lípidos de membrana ramificados son producidos por un grupo aún desconocido de bacterias anaeróbicas del suelo.  Una investigación del 2018, por ejemplo, busca estudiar los suelos minerales y el grado de metilación de las bacterias (brGDGT) para ayuda a calcular las temperaturas medias anuales del aire. Este método proxy se utilizó para estudiar el clima del Paleógeno temprano , en el límite Cretácico-Paleógeno, y los investigadores encontraron que las temperaturas anuales del aire, sobre la tierra y en latitudes medias, tenían un promedio de 23 a 29 °C (± 4,7 °C), que es de 5 a 10 °C superior a la mayoría de los hallazgos anteriores.

### Indicadores acuáticos

#### Corales

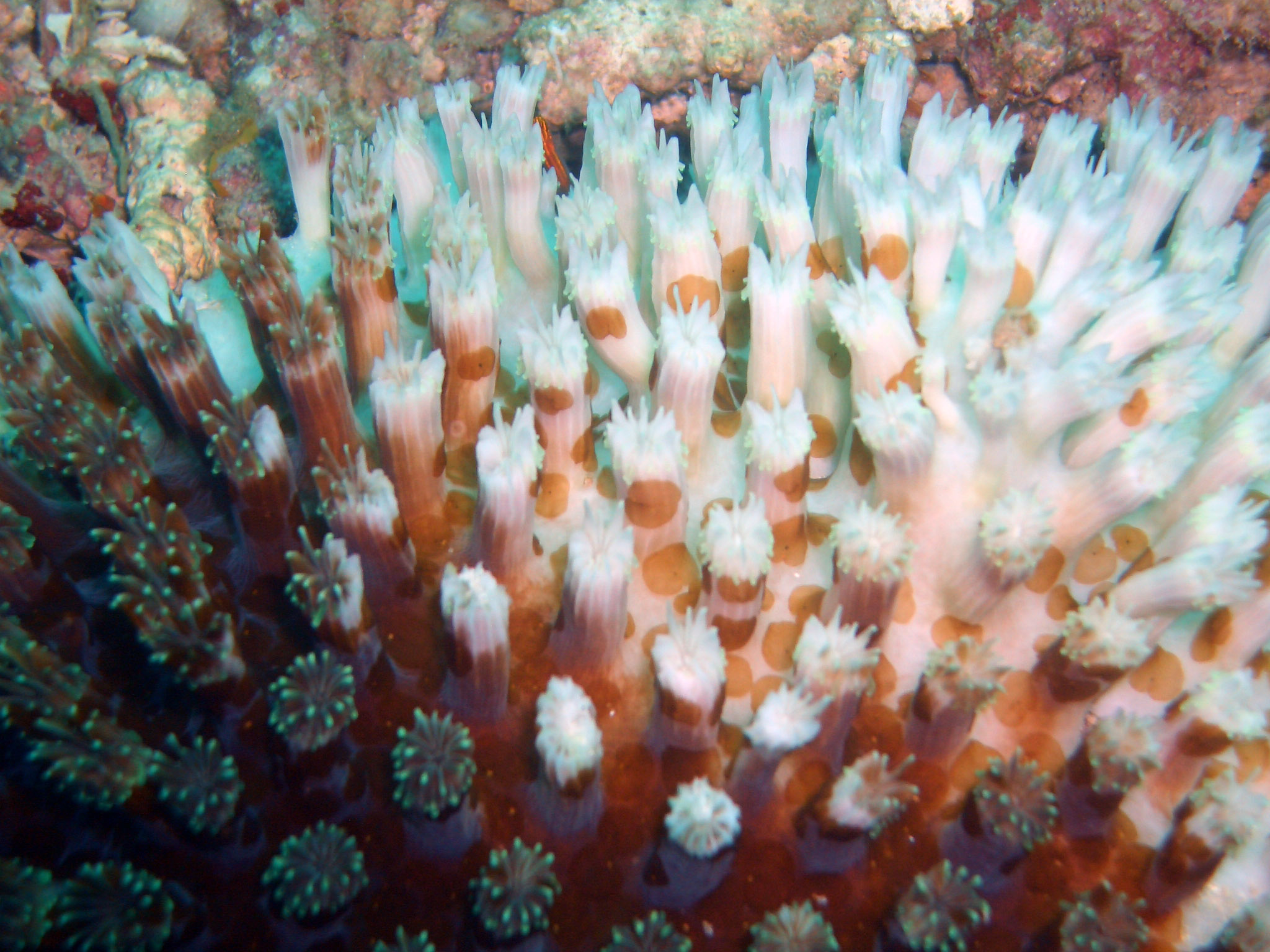
Coral blanqueado debido a cambios en las propiedades del agua del océano.

Los anillos o bandas del esqueleto de coral oceánico también comparten información paleoclimatológica, de manera similar a los anillos de los árboles. En 2002, se publicó un informe sobre los hallazgos (de Greer y  Swart) con respecto a los isótopos estables de oxígeno en el carbonato de calcio del coral. Las temperaturas más frías tienden a hacer que el coral use isótopos más pesados en su estructura, mientras que las temperaturas más cálidas hacen que se construyan isótopos de oxígeno más normales en la estructura del coral. La salinidad del agua más densa también tiende a contener el isótopo más pesado. Muestra de coral del Océano Atlántico se tomó en 1994 y data de 1935. El autor dice en sus conclusiones: "Cuando observamos los datos anuales promedio desde 1935 hasta alrededor de 1994, vemos que tiene la forma de una onda sinusoidal. Es periódica y tiene un patrón significativo de composición de isótopos de oxígeno que tiene un pico aproximadamente cada doce o quince años". Las temperaturas del agua superficial han coincidido en alcanzar también su punto máximo cada doce años y medio. Sin embargo, dado que el registro de esta temperatura solo se ha practicado durante los últimos cincuenta años, la correlación entre la temperatura del agua registrada y la estructura del coral solo se puede establecer hasta cierto punto.

#### Quistes de dinoflagelados
Los dinoflagelados se encuentran en la mayoría de los ambientes acuáticos y, durante su ciclo de vida, algunas especies producen quistes de paredes orgánicas altamente resistentes durante un período de latencia cuando las condiciones ambientales no son apropiadas para el crecimiento. Su profundidad de vida es relativamente poco profunda (depende de la penetración de la luz) y está estrechamente acoplada a las diatomeas de las que se alimentan. Sus patrones de distribución en las aguas superficiales están estrechamente relacionados con las características físicas de los cuerpos de agua, y los conjuntos costeros también se pueden distinguir de los conjuntos oceánicos. La distribución de dinoquistes en sedimentos ha sido relativamente bien documentada y ha contribuido a comprender las condiciones promedio de la superficie del mar que determinan el patrón de distribución y la abundancia de los taxones. Varios estudios, incluidos  y  han compilado núcleos en el Pacífico Norte analizándolos en cuanto a contenido palinológico para determinar la distribución de dinoquistes y sus relaciones con la temperatura de la superficie del mar, la salinidad, la productividad y el afloramiento. De manera similar, se utilizan un núcleo de 576,5 m de profundidad de agua en 1992 en la cuenca central de Santa Bárbara para determinar los cambios oceanográficos y climáticos durante los últimos 40 mil de años en el área.

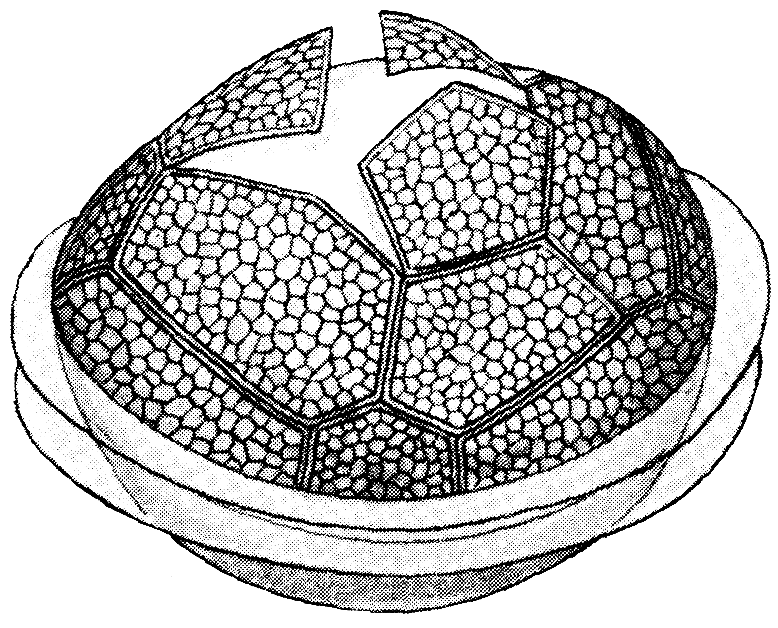
Cyst of a dinoflagellate Peridinium ovatum

#### Sedimentos lacustres y oceánicos
De manera similar a su estudio sobre otros representantes, los paleoclimatólogos examinan los isótopos de oxígeno en el contenido de los sedimentos oceánicos. Asimismo, miden las capas de varva (limo o arcilla finos y gruesos depositados)  que laminan los sedimentos lacustres. Las varvas del lago están influenciadas principalmente por:
- Temperatura de verano, que muestra la energía disponible para derretir la nieve y el hielo estacionales.
- Nevadas de invierno, que determinan el nivel de perturbación de los sedimentos cuando se produce el derretimiento
- Precipitaciones[18]

Diatomeas, Foraminifera, radiolarianos, ostracodas, y cocolitóforos son ejemplos de proxies bióticos para las condiciones del lago y el océano que se usan comúnmente para reconstruir climas pasados. La distribución de las especies de estas y otras criaturas acuáticas preservadas en los sedimentos son proxies útiles.Las condiciones óptimas para las especies preservadas en el sedimento actúan como pistas.Los investigadores utilizan estas pistas para revelar cómo era el clima y el medio ambiente cuando las criaturas murieron.

### Pseudoproxys
Se han usado algoritmos para combinar registros proxy en una reconstrucción global de la temperatura hemisférica puede probarse utilizando una técnica conocida como pseudoproxies. En este método, la salida de un modelo climático se muestrea en ubicaciones correspondientes a la red proxy conocida, y el registro de temperatura producido se compara con la temperatura general (conocida) del modelo.

### Estándar medio de agua oceánica de Viena
El agua del océano medio estándar de Viena (VSMOW) es un estándar isotópico para el agua. A pesar del nombre, VSMOW es agua pura sin sal o otros productos químicos que se encuentran en los océanos.El estándar de VSMOW fue promulgado por la Agencia Internacional de Energía Atómica (con sede en Viena) en 1968, y desde 1993 continúa siendo evaluada y estudiada por el OIEA junto con el Instituto Europeo de Materiales y Mediciones de Referencia y el Instituto Nacional de Estándares y Tecnología de los Estados Unidos. El estándar incluye tanto los valores establecidos de isótopos estables que se encuentran en aguas y materiales de calibración proporcionados para la estandarización y las comparaciones interlaboratorias de instrumentos utilizados para medir estos valores en materiales experimentales.

#### Isótopos de agua y reconstrucción de temperatura

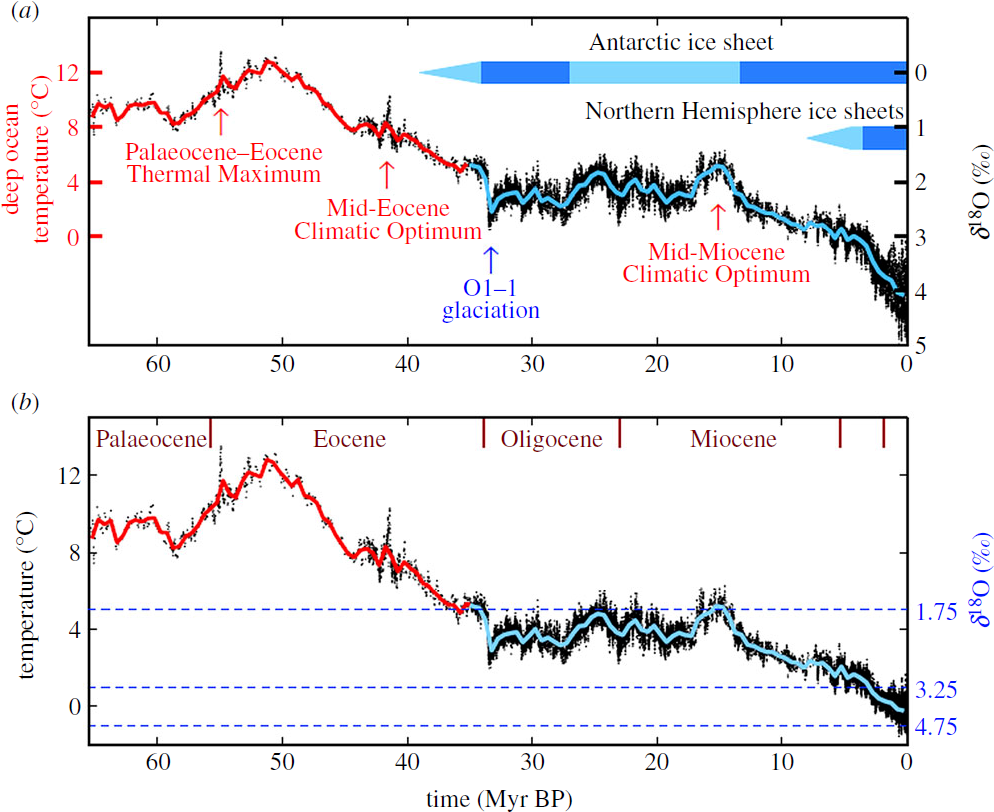

El agua marina es mayormente {\displaystyle {H_{2}}^{16}O}, con pequeñas cantidades de {\displaystyle HD^{16}O} y de {\displaystyle {H_{2}}^{18}O}. El estándar medio de agua oceánica de Viena, (acrónimo en inglés: VSMOW) es la relación de D a H siendo de {\displaystyle 155,76*10^{-6}} y de O-18 a O-16 es {\displaystyle 2005,2*10^{-6}}. El fraccionamiento ocurre durante los cambios entre las fases condensada y de vapor: la presión de vapor de los isótopos más pesados es más baja, por lo tanto el vapor contiene relativamente más de los isótopos más ligeros y cuando condensa el vapor, en la precipitación se encontrarán preferencialmente isótopos más pesados. Las diferencias de VSMOW se expresan como δ18{\displaystyle O=1000*((^{18}O/^{16}O)/(^{18}O/^{16}O)_{VSMOW}-1)}; y una similar fórmula para δD (deuterio). Los valores δ para la precipitación siempre son negativos. La mayor influencia sobre δ es la diferencia entre las Tº oceánicas desde la humedad evaporada y el lugar donde finalmente precipita; como las Tº oceánicas son relativamente estables, el valor δ mayormente refleja la temperatura donde la precipitación ocurre. Teniendo en cuenta que la precipitación se forma encima de la capa de inversión, aparece la siguiente relación lineal:
δ 18O = aT + b
que se calibra empíricamente de mediciones de temperatura y de δ, así es = 0,67 ‰/oC en Groenlandia y de 0,76 ‰/oC en el este de Antártida. La calibración se hace inicialmente sobre la base de las variaciones espaciales en temperatura y se asume que esta corresponde a las variaciones temporales (Jouzel & Merlivat, 1984). Más recientemente, la termometría ha mostrado que para las variaciones glacial-interglacial, hay = 0,33 ‰/oC (Cuffey et al., 1995), implicando que los cambios de temperatura glacial-interglacial eran el doble de grande de lo que previamente se creía.